# 友風想大
友風 想大（ともかぜ そうだい、1994年12月2日 - ）は、神奈川県川崎市川崎区出身で中村部屋（入門時は尾車部屋、一時期二所ノ関部屋）所属の現役大相撲力士。本名は南 友太（みなみ ゆうた）。身長185cm、体重183kg、血液型はO型。最高位は西前頭3枚目（2019年9月場所、11月場所）。
右膝下切断寸前の重傷で幕内から序二段に陥落したが、そこから幕内に復帰した経歴を持つ。

## 来歴

### アマチュア時代
幼少期より多くのスポーツを経験しており、川崎市立宮前小学校6年次まで極真空手とバスケットボール、川崎市立富士見中学校時代は柔道を経験した。中学校の柔道部顧問が相撲経験者だったため相撲の大会にも出場し、関東大会団体優勝の実績も残したが、当時は相撲に興味を示さなかった。中学入学後も本当はバスケットボールを行いたかったのだが、当時から体格が良かったため柔道部の顧問に半ば無理やり柔道をやらされたのが実情であった。ところが中学の柔道部は相撲をトレーニングの1つに取り入れており、次第に柔道の試合より相撲の試合に出ることが多くなり、実態としては相撲部と化していた。関東大会で優勝した辺りから自分は相撲に向いているのではないかと思うようになった。本格的に相撲に打ち込んだのは、中学柔道部の監督の知人が相撲部監督を務めているという縁から進学した向の岡工業高に入学してからで、2年次に全国選抜高校相撲弘前大会で準優勝の実績を残した。決勝戦でアルタンホヤグ・イチンノロブ（鳥取城北高校。のちの逸ノ城）に敗れた。同校相撲部の稽古は、厳しさよりもやる気を引き出すことに心掛けている。高校時代に相撲に対する情熱が沸き、大学でも相撲を続けることを決意した。向の岡工高相撲部（清田英彦監督：学生時代アジア大会優勝）の出身校である日本体育大学に進学した。大学時代は、4年次に全日本大学選抜宇和島大会優勝という実績を残している。大学時代には、日体大OBの嘉風から技術指導を受けていた。
大学卒業後は、2017年4月26日に尾車部屋（大関・琴風）への入門を発表した。尾車部屋入りを決めた背景には嘉風の存在があり、嘉風が尾車部屋の所属であることから同じ部屋に入門することになった。

### 大相撲入門後
2017年5月場所初土俵の同期生には、同部屋の矢後（幕下15枚目格付出）、水戸龍らがいる。初めて番付に名前が載った翌7月場所から四股名を本名の「友」を入れて「友風」に改め、この場所は7戦全勝で序ノ口優勝とした。続く9月場所は2番目の相撲で敗れ、初土俵以来の連勝が止まったが、残り5番は勝って6勝1敗とした。三段目に上がった翌11月場所は再び7戦全勝とし、露草との優勝決定戦も制して三段目優勝を果たした。2018年1月場所で幕下に、同年11月場所で十両に昇進した。新十両の11月場所は、西十両14枚目の番付で、2連勝のあと3連敗で一時黒星先行となったが、6日目から10連勝とし、12勝3敗で十両優勝を飾った。翌2019年1月場所も10勝し、同年3月場所では幕内に昇進した。日本体育大学からの新入幕は史上7人目、神奈川県からは戦後9人目。所要11場所は兄弟子の嘉風の所要12場所を上回る記録であり、この時点で史上4位タイのスピード昇進記録。本人も「嘉風関の記録を何かしら抜くのが目標だった。一つ達成できてうれしい」と、嘉風の記録のことを意識していた模様である。

### 幕内昇進後
新入幕の2019年3月場所は13日目に勝ち越しが決定。千秋楽の碧山との取組には2桁白星と敢闘賞受賞が懸かっていたが、突き倒しで敗れて敢闘賞受賞を碧山に譲る格好となった。翌5月場所は千秋楽に勝ち越して8勝7敗。続く7月場所は、4大関全員休場の影響で、西前頭7枚目ながら13日目に前日まで12連勝中の横綱・鶴竜の対戦相手に抜擢されると、横綱初挑戦で初勝利し、小錦と並ぶ所要14場所の史上最速タイ記録（年6場所制となった1958年以降、2025年7月場所で安青錦が所要12場所で更新するまで史上最速タイ。幕下付出入門者を除く）で初金星を獲得した。金星獲得の際「嘉風にやっといい相撲見せられた」とコメントしていた。この場所はこの金星が評価されて殊勲賞を受賞した（最終的に優勝した鶴竜に唯一の黒星を付けた力士にもなった）。なお、成績は11勝4敗だった。翌9月場所は番付を西前頭3枚目まで上げ、7日目には鶴竜を叩き込みで撃破して2場所連続の金星を獲得し、花道を引き揚げる途中から号泣した。直後のインタビューでは、「（この場所中に引退した兄弟子の嘉風に）ようやくいい相撲を見せられてよかった」と話した。翌日、嘉風からは「泣きすぎだよ。俺は死んだのか?」という電話がかかってきたという。8日目も大関・豪栄道を叩き込んで2日連続の殊勲。これで5勝3敗と白星先行で折り返したが、後半は3連敗を喫するなど負けが込み、14日目の朝乃山戦が8敗目となって、入門以来初めての負け越しが決まった。千秋楽は勝って7勝8敗と負け越しの幅を最小限に留めた。場所後の巡業は右脇腹を痛めたため休場。

### 右膝の負傷と長期休場
2019年11月場所は前場所と同じ西前頭3枚目の番付で臨んだ。2日目は琴勇輝戦だったが、この取組で土俵下へ転落した時に右膝を痛めたため、翌3日目から入門以来初となる休場を日本相撲協会に届け出た。相撲協会に提出した診断書によると「右膝関節脱臼で靱帯損傷を伴う。治療期間は現在のところ未定」とのことで、師匠の尾車は「長引くだろう。そう簡単にはいかない。最低でも一年はかかる」「（患部を）固定してじっとしている。精密検査して今後の治療方針を決める。きのう全身麻酔して脱臼を入れた。じん帯、神経はこれから検査する」と重症であることと今後の厳しい見通しを語り、手術なども視野に入れていることを明かした。尾車は押し相撲ながらの引き技を持ち味とする取り口を危惧しており、1978年11月場所2日目、左膝内側側副じん帯断裂の大ケガを経験してそこから復帰して大関となった自らの経験と重ね合わせ「因縁なのかな」と胸を痛めた様子であった。「心も相撲も入れ替えろ。みんなケガをしてはい上がってくる。やっとプロになったんだよ」と友風本人には伝えたという。
この怪我についてはその後、外側側副靱帯・前十字靭帯・後十字靭帯・ハムストリングの断裂、半月板損傷、大腿骨と脛骨の骨折と判明し、右膝から下は皮膚、内側側副靭帯と血管1本だけが繋がっているような状態だったという。医師からは「復帰どころか歩けるまで回復出来れば良い方」という内容の通告も受けるほどの重症であったが、現役中の大ケガと幕下への転落を経験しながら大関昇進を果たした師匠をはじめ、母親ら周囲の人間の支えと励ましもあって現役続行を決意し、靭帯再建手術などで計4回の手術を受けた。その後は土俵復帰を目指してリハビリに取り組み、2020年7月の報道では、実家のある川崎市内の施設でリハビリを行い、施設が休みの日は尾車部屋で筋力トレーニングに取り組んでいると報じられていた。
後の2023年3月場所直前のNHK横浜放送局のインタビュー記事では「切断寸前の重傷で、一生歩くことができない可能性もある」とも宣告されたと伝えられ、最初の病院では「相撲なんか絶対とれませんよ、土俵にあがることさえ難しいですから、とりあえず歩くことだけ考えましょう」と言われていた。本人も怪我の深刻さは見ただけで分かっていたため最初は復帰の事など一切考えず引退を疑わなかったといい、考えにあったのは日常生活に戻れるのか、前と変わらない生活に戻れるのかだけであった。5カ月にも及ぶ入院期間中には川崎から母が駆けつけて付きっきりで看病してくれたため、母親という存在の偉大さを感じたという。リハビリは次第に強度が増し、これまで厳しい稽古にも耐えていた友風を以てしても大変つらいものであったが、自分より小さい2、3歳ぐらいの子供が落ち込む姿や悲壮感を見せないのを見て勇気付けられた。稽古に復帰してからも腓骨神経麻痺の後遺症が残り、装具の支えがなければ、日常の歩行にも支障がある状態。二所ノ関部屋に移籍してからは、新しい師匠の二所ノ関に「ケガをしてなかったら、三役に上がっていただろう、もしかしたら大関に上がっていただろう」と何度も励まされた。同じような怪我で引退を余儀なくされた中村親方（元関脇・嘉風）からも励ましを受け、中村親方は友風のために中村親方自身のこれまでの経験や、他の競技などからもヒントを得た、科学的な稽古の指導を行った。
さらに同年5月には、2021年2月に身体障害者5級（軽度の身体障害）に認定され身体障害者手帳を交付されたことを公表した。

### 序二段からの復帰

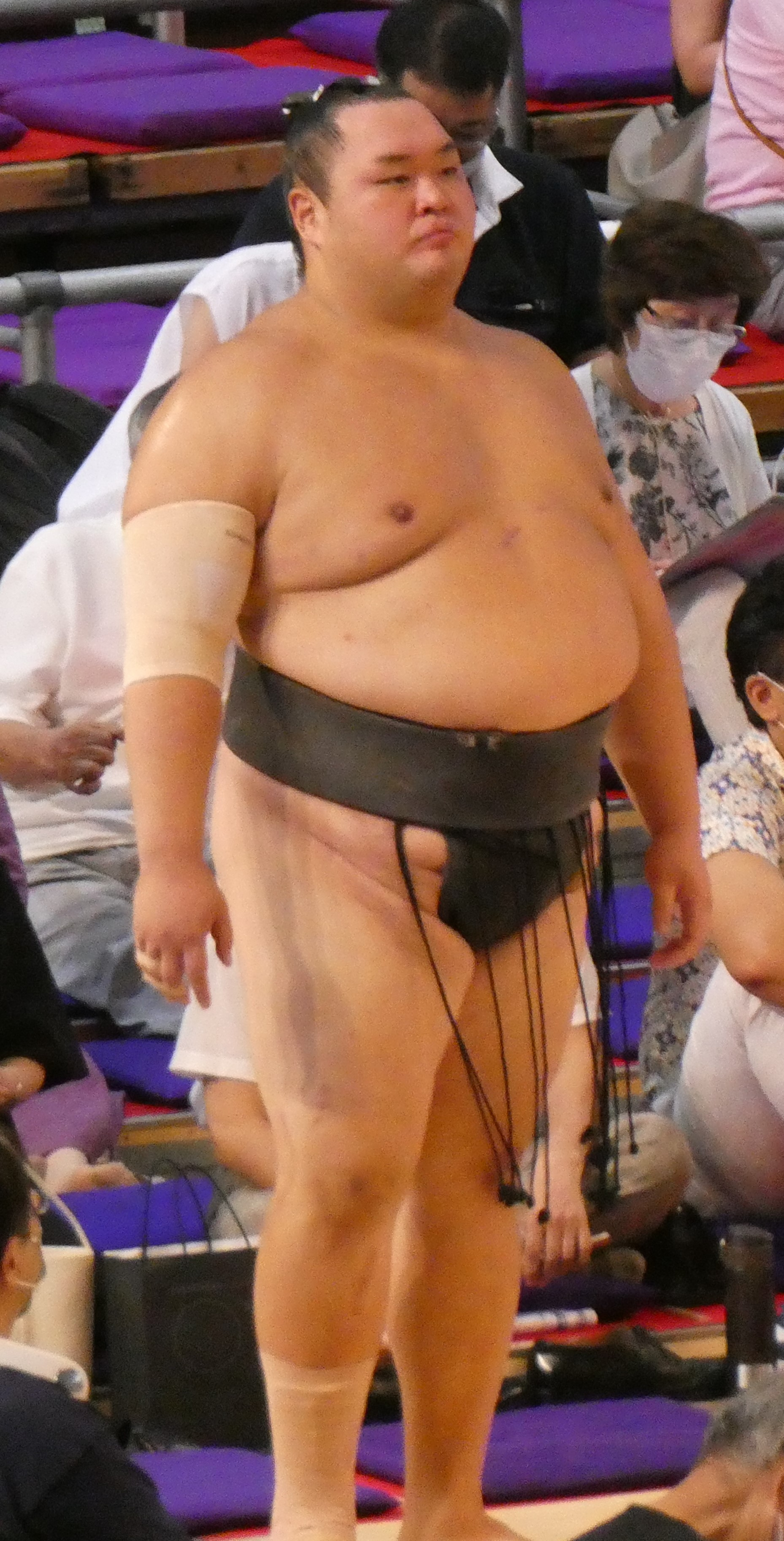
2022年7月場所での友風

右膝を怪我した後は1年以上に亘って休場を続けていたが、2021年3月場所で1年4か月ぶりに土俵に復帰した。番付は長期休場の影響で大幅に下がり、西序二段55枚目からの復帰となった。尾車によると、この場所を迎える時点では関取の矢後と稽古ができるほど回復しているようで、「上（幕内）にもう一度上がって、奇跡を起こしてくれたら多くの人に勇気を与える」と期待を寄せた。復帰戦となった2日目の若一輝との取組は突き落としで勝利。取組後の報道陣の取材では、土俵に上がることへの恐怖心があったことを明かした上で、今後の目標は「今場所を無事に終えること」だと語った。
「粉々になった」という大腿骨には骨をつなぐボルトが入っており、日常生活にも気をつかう状況であるという。
9月場所中は「当たり前だが、けがはだんだん良くなっているので、比例して相撲もよくなればいいと思っている」と前向きに話し「尾車部屋は幕下が盛んになってきたので、いい稽古相手がたくさんいていいと思います」と稽古も充実している様子を語った。
2年ぶりの九州場所となった11月場所初日の1番相撲で白星を挙げた際には、怪我を抱える中で相撲を取る際の恐怖心について「対処できないので、付き合うしかない。克服はできない」と語った。一方、この場所から右膝にテーピングを施さずに土俵に上がった。
2022年2月7日、尾車部屋が閉鎖されたことに伴って二所ノ関部屋へ転属した。これにより、二所ノ関が稽古相手として所属部屋に加わる格好となった。その後「部屋の日体大勢の先輩」という風に報じられることが多い事から、部屋のまとめ役たる年長者として二所ノ関部屋に移籍したものと見られる。
2022年3月場所は3勝4敗と土俵に復帰後初めて負け越した。翌5月場所は6勝1敗の好成績を残した。7月場所は勝ち越せば十両復帰が見える東幕下3枚目で4勝3敗としたが、関取復帰は見送られた。9月場所は11日目の6番相撲で負け越し、最終的に2勝5敗。翌11月場所は5勝2敗の好成績を残した。2023年1月場所は勝ち越せば十両復帰が見える東幕下2枚目で迎える。この場所は2日目の初日から3連敗した後4連勝で勝ち越し、場所後の十両復帰が有力視された。1月25日に開かれた番付編成会議で、全休した2020年3月場所以来17場所ぶりとなる再十両昇進が正式に発表された。幕内経験力士が序二段まで降格後再十両となるのは、照ノ富士、宇良に続き史上3人目。3月12日、白星をあげる。4月29日には春巡業川崎場所で凱旋帰郷。因みに川崎場所は4年ぶりの開催。友風は「めげずに頑張ってきて良かった」と感想を述べた。同日のトークショーでは引退後にピアニストを目指すと語った。再十両昇進後は4場所連続で勝ち越し、11月場所に再入幕を果たし、2日目の宝富士戦で押し出しにより自身1513日ぶりの幕内での白星。同場所は7日目までに5勝2敗としながらも、中日以降3度の2連敗で7勝8敗と負け越し。
2024年1月場所は東前頭15枚目で迎えたが、9日目に負け越し決定、10日目から3連勝で盛り返すも5勝10敗に終わり十両降格。西十両3枚目で迎えた3月場所は、4勝5敗から4連勝で勝ち越し、9勝6敗で1場所で幕内復帰。しかし5月場所は6連敗、3連敗、4連敗で2勝13敗に終わり、再十両陥落が確実となる。同月30日、日本相撲協会理事会が同年6月1日付での中村部屋新設を承認したことに伴い、13代中村（元関脇・嘉風）に帯同して中村部屋へ転籍することが決まった。同年11月場所は7勝8敗と負け越したが、既に14日目に負け越しを確定させていた状況で同目の支度部屋では「力士は負け越した後の一番がすごく大事だと思っています」と発言。千秋楽の大青山戦では熱戦の末に押し出しで相手を破り、これには本人も「今場所、一番の相撲でした」と、負け越しの運命は変わらないものの手応えを感じていた。

## 取り口
基本は押しか叩きで勝負を決めるが、偶に上手からの攻めがある。
2019年7月場所5日目の妙義龍戦で自身通算初の小手投げを決めた。「小手投げって何ですか。初めて聞きました」と本人としては小手投げを打つとは夢にも思わなかった模様で、普段小手投げを得意とはしていない。
右足の大怪我は膝が立った状態で引き技を放つ相撲が原因と言われる。
右足の大怪我を経て、2021年3月場所では残る相撲が取れなくなっている。
2023年11月場所後の師匠の二所ノ関のコラムでは、徐々に本来の圧力相撲が戻ってきていると評されている。
後半戦に強く、本人も「後半の友風」と嘯くなど自信を持っている。

## 人物
- 趣味はピアノの演奏である。リチャード・クレイダーマンを好み、音楽大学への進学を勧められたこともある[9]。小学生時代に作曲した運動会の曲は、自身の卒業後も使われ続けている[5]。中学校の合唱コンクールでは、3年間ずっと伴奏者だったという。結果的に相撲の道を選ぶことになったが、大相撲入門後もピアノの演奏は趣味で続けており、2018年2月には川崎市内の幼稚園でピアノの演奏を披露している[54]。2019年4月のインタビューでは、巡業先の食事会場に置いてあったグランドピアノで関取衆からのリクエストで演奏したことや、X JAPANの曲が好きであると話している。X JAPANのリーダーで作曲・演奏をしているYOSHIKIが一番好きなアーティストであるという[55]。
- 十両昇進の際、みずからも付け人がつく立場になったが、嘉風の希望もあり十両昇進後も付け人を続けていた[56]。

## エピソード
- 新入幕直後の2019年4月12日は御当地巡業である春巡業川崎場所に参加。ぶつかり稽古で新大関の貴景勝の胸を4分間借りた他、生後8ヶ月の姪と記念写真を撮影した[57]。
- 2019年7月2日、尾車部屋に墨絵作家の有田ひろみ・有田ちゃぼ親子が製作した、招き猫がおにぎりを手にふすまから登場する様子が描かれている化粧廻し「いただきます」が贈られ、友風が試着を担当した[58]。

## 合い口
いずれも2025年7月場所終了現在　
- 元大関・朝乃山には1勝2敗。いずれも朝乃山の大関に昇進する前の対戦成績である。
- 元大関・正代には1勝2敗。正代の大関昇進前と陥落後の対戦成績である。
- 元大関・御嶽海には1勝1敗。御嶽海の大関昇進前と陥落後の対戦成績である。

（以下は引退力士）
- 元横綱・鶴竜には2戦2勝。2019年7月場所の13日目に2017年9月場所の阿武咲以来11場所振りの横綱初挑戦初金星となり、初土俵（三段目及び幕下付け出しを除く）から所要14場所目の初金星は元大関・小錦に並んで史上1位タイとなるスピード記録。その翌場所もはたき込みで勝利し2場所連続で鶴竜に勝利し金星も獲得。その後友風が長期休場して序二段まで陥落し、その間に鶴竜が引退したため、鶴竜には1度も負けなかった。
- 元大関・琴奨菊には1勝1敗。いずれも琴奨菊の大関陥落後の対戦成績である。
- 元大関・豪栄道には1勝。
- 元大関・栃ノ心には1敗。
- 元大関・貴景勝には1敗。貴景勝が新大関で休場して関脇に陥落したときの対戦である。

### 幕内対戦成績
| 力士名 | 勝数 | 負数 | 力士名   | 勝数 | 負数 | 力士名   | 勝数 | 負数 | 力士名   | 勝数 | 負数 |
| ------ | ---- | ---- | -------- | ---- | ---- | -------- | ---- | ---- | -------- | ---- | ---- |
| 碧山   | 1    | 2(1) | 朝乃山   | 1    | 2    | 阿炎     | 1    | 0    | 石浦     | 1    | 0    |
| 逸ノ城 | 0    | 1    | 一山本   | 2    | 1    | 遠藤     | 1    | 2    | 炎鵬     | 1    | 0    |
| 欧勝馬 | 0    | 1    | 阿武咲   | 2    | 2    | 王鵬     | 0    | 2    | 隠岐の海 | 1    | 0    |
| 魁聖   | 0    | 1    | 輝       | 3    | 0    | 鶴竜     | 2    | 0    | 北の若   | 1    | 0    |
| 豪栄道 | 1    | 0    | 琴恵光   | 1    | 1    | 琴奨菊   | 1    | 1    | 琴勝峰   | 0    | 1    |
| 琴勇輝 | 1    | 1    | 佐田の海 | 2    | 2    | 島津海   | 1    | 0    | 志摩ノ海 | 1    | 0    |
| 正代   | 1    | 2    | 湘南乃海 | 1    | 1    | 松鳳山   | 3    | 0    | 大翔鵬   | 0    | 1    |
| 貴景勝 | 0    | 1    | 貴源治   | 1    | 0    | 隆の勝   | 0    | 2    | 宝富士   | 2    | 4    |
| 玉鷲   | 2    | 2    | 美ノ海   | 0    | 3    | 千代翔馬 | 1    | 1    | 千代大龍 | 1    | 1    |
| 千代丸 | 0    | 1    | 剣翔     | 0    | 3    | 照強     | 1    | 1    | 東白龍   | 1    | 0    |
| 時疾風 | 1    | 0    | 栃煌山   | 0    | 1    | 栃ノ心   | 0    | 1    | 豊ノ島   | 1    | 0    |
| 錦木   | 1    | 0    | 錦富士   | 0    | 2    | 平戸海   | 2    | 0    | 武将山   | 0    | 1    |
| 北青鵬 | 0    | 1    | 北勝富士 | 0    | 1    | 御嶽海   | 1    | 1    | 妙義龍   | 2    | 1    |
| 明生   | 0    | 2    | 豊山     | 1    | 0    | 竜電     | 0    | 3    | 狼雅     | 1    | 1    |

## 略歴
- 2017年5月場所 - 初土俵
- 2017年7月場所 - 序ノ口
- 2017年9月場所 - 序二段
- 2017年11月場所 - 三段目
- 2018年1月場所 - 幕下
- 2018年11月場所 - 十両
- 2019年3月場所 - 幕内
- 2020年1月場所 - 十両陥落
- 2020年7月場所 - 幕下陥落
- 2020年11月場所 - 三段目陥落
- 2021年3月場所 - 序二段陥落
- 2021年5月場所 - 三段目再昇進
- 2021年11月場所 - 幕下再昇進
- 2023年3月場所 - 十両再昇進（関取復帰）
- 2023年11月場所 - 幕内再昇進（幕内復帰）

## 主な成績
2025年7月場所終了現在

### スピード記録
- 初土俵から新入幕までの所要場所数：11場所（歴代4位タイ）
- 初土俵（付け出しを除く）からの初金星所要場所：14場所（小錦と並んで歴代2位タイ）

### 通算成績
- 通算成績：271勝184敗73休（49場所）
- 通算勝率：.596
- 幕内成績：49勝59敗12休（8場所）
- 幕内勝率：.454
  - 前頭成績：49勝59敗12休（8場所）
  - 前頭勝率：.454
- 通算連続勝ち越し記録：13場所（2017年7月場所 - 2019年7月場所）
- 序ノ口デビューからの連続勝ち越し記録：13場所（2017年7月場所 - 2019年7月場所。歴代3位タイ。）

### 三賞・金星
- 三賞：1回
  - 殊勲賞：1回（2019年7月場所）
- 金星：2個 
  - 鶴竜：2個（2019年7月場所、2019年9月場所）

### 各段優勝
- 十両優勝：1回（2018年11月場所）
- 三段目優勝：1回（2017年11月場所）
- 序ノ口優勝：1回（2017年7月場所）

### 場所別成績
| | 一月場所 初場所（東京）   | 三月場所 春場所（大阪）  | 五月場所 夏場所（東京） | 七月場所 名古屋場所（愛知） | 九月場所 秋場所（東京） | 十一月場所 九州場所（福岡） |
| --- | ------------------------- | ------------------------ | ----------------------- | --------------------------- | ----------------------- | --------------------------- |
| 2017年 （平成29年） | x                         | x                        | （前相撲）              | 東序ノ口25枚目 優勝 7–0     | 東序二段15枚目 6–1      | 東三段目53枚目 優勝 7–0     |
| 2018年 （平成30年） | 東幕下31枚目 5–2          | 東幕下18枚目 4–3         | 東幕下13枚目 4–3        | 東幕下10枚目 5–2            | 西幕下4枚目 5–2         | 西十両14枚目 優勝 12–3      |
| 2019年 （平成31年 /令和元年） | 東十両4枚目 10–5          | 東前頭13枚目 9–6         | 西前頭9枚目 8–7         | 西前頭7枚目 11–4 殊★        | 西前頭3枚目 7–8 ★       | 西前頭3枚目 0–3–12          |
| 2020年 （令和2年） | 東十両筆頭 休場 0–0–15    | 西十両13枚目 休場 0–0–15 | 感染症拡大 により中止   | 西幕下11枚目 休場 0–0–7     | 東幕下52枚目 休場 0–0–7 | 東三段目35枚目 休場 0–0–7   |
| 2021年 （令和3年） | 東三段目95枚目 休場 0–0–7 | 西序二段55枚目 6–1       | 東三段目88枚目 5–2      | 西三段目55枚目 6–1          | 東三段目3枚目 5–2       | 東幕下37枚目 6–1            |
| 2022年 （令和4年） | 東幕下15枚目 5–2          | 東幕下8枚目 3–4          | 西幕下10枚目 6–1        | 東幕下3枚目 4–3             | 東幕下2枚目 2–5         | 西幕下8枚目 5–2             |
| 2023年 （令和5年） | 東幕下2枚目 4–3           | 西十両13枚目 8–7         | 東十両12枚目 8–7        | 西十両9枚目 10–5            | 東十両3枚目 11–4        | 東前頭14枚目 7–8            |
| 2024年 （令和6年） | 東前頭15枚目 5–10         | 西十両3枚目 9–6          | 東前頭16枚目 2–13       | 東十両7枚目 5–7–3           | 東十両11枚目 9–6        | 西十両5枚目 7–8             |
| 2025年 （令和7年） | 西十両6枚目 7–8           | 東十両7枚目 7–8          | 東十両7枚目 10–5        | 西十両2枚目 9–6             | x                       | x                           |
| 各欄の数字は、「勝ち-負け-休場」を示す。 優勝 引退 休場 十両 幕下 三賞：敢=敢闘賞、殊=殊勲賞、技=技能賞 その他：★=金星 番付階級：幕内 - 十両 - 幕下 - 三段目 - 序二段 - 序ノ口 幕内序列：横綱 - 大関 - 関脇 - 小結 - 前頭（「#数字」は各位内の序列） |                           |                          |                         |                             |                         |                             |

## 改名歴
- 南 友太（みなみ ゆうた）2017年5月場所
- 友風 勇太（ともかぜ ゆうた）2017年7月場所 - 2024年5月場所
- 友風 想大（ともかぜ そうだい）2024年7月場所 -